# Воверайт, Клаус
Кла́ус Во́верайт (нем. Klaus Wowereit; род. 1 октября 1953, Западный Берлин) — немецкий политик, Правящий бургомистр Берлина в 2001—2014 годах, председатель бундесрата в 2001—2002 годах, открытый гей. 26 августа 2014 года Воверайт объявил о сложении своих полномочий с 11 декабря 2014 года.

## Биография
Родился в берлинском районе Темпельхоф в простой семье выходцев из Восточной Пруссии, младший из пятерых детей, рос без отца. Фамилия Воверайт балтийского (литовского) происхождения и значит «бельчонок».
В 1973 году окончил школу имени Ульриха фон Гуттена (нем. Ulrich-von-Hutten-Oberschule), затем изучал право в Свободном университете Берлина. В это же время вступил в ряды Социал-демократической партии Германии (СДПГ). В 1979 году защитил юридический государственный экзамен, после чего начал работу при сенаторе внутренних дел в Берлине. В 1981 году защитил второй государственный экзамен.

## Политическая карьера
С 1984 по 1994 годы был муниципальным советником по образованию и культуре берлинского района Темпельхоф. В 1995 году избран в городской парламент Берлина, став заместителем председателя фракции СДПГ. В 1999 году переизбран и стал председателем городской парламентской фракции СДПГ.
16 июня 2001 года избран правящим бургомистром Берлина. Переизбран на этот пост в 2006 году. На этой должности Клаус Воверайт активно работал в области культуры и туризма (в частности над проведением Чемпионат мира по футболу в 2006 году и Берлинского кинофестиваля). В результате чего Берлин стал третьим по посещаемости туристами европейским городом после Парижа и Лондона. В то же время за период его правления экономические показатели города ухудшились. Воверайту принадлежит авторство крылатой характеристики Берлина как «бедный, но сексуальный» (нем. Arm, aber sexy).
С 2001 по 2002 год был председателем бундесрата, с этим периодом деятельности связан скандал о принятии закона о иммиграции. Активно поддерживает инициативы движения за права сексуальных меньшинств.
В немецкой прессе иногда упоминается как будущий потенциальный кандидат от СДПГ на пост канцлера Германии.
С 1993 года Воверайт состоял в отношениях с нейрохирургом Йёрном Кубицки (нем. Jörn Kubicki, 1965—2020), ставшим одной из первых жертв COVID-19 среди знаменитостей Германии. Клаус Воверайт открыто заявил о своей гомосексуальной ориентации в ходе выборов 2001 года. Его фраза «Я гей, и это хорошо!» (нем. Ich bin schwul und das ist auch gut so) стала в Германии крылатым выражением. В русскоязычной прессе встречаются также и другие варианты перевода этой фразы — «Я гей, и хорошо, что это так» и «Я гей, ну и ладно!», существенно отличающиеся друг от друга смысловой нагрузкой.
Кавалер Большого креста ордена «За заслуги перед Итальянской Республикой» (2006).